# Метт Андрізе
Метью Лі Андрізе ([ænˈdriːs] ; нар. 28 серпня 1989) — американський професійний бейсбольний пітчер, зараз він перебуває у стані вільного агента. У своїй кар'єрі він грав у таких клубах: Вищій бейсбольній лізі (MLB) за Tampa Bay Rays, Arizona Diamondbacks, Los Angeles Angels, Boston Red Sox, Seattle Mariners і Miami Marlins . У своїй кар'єрі він також грав у Nippon Professional Baseball (NPB) за Yomiuri Giants .

## Кар'єра

### Аматорська кар'єра
Андріз навчався в школі Redlands East Valley High School і грав там у бейсбол разом зі своїм другом Тайлером Чатвудом . Його обрали Техаськими Рейнджерсами в 37-му раунді драфту MLB 2008, але на жаль він не підписав контракт з Техасом. Він вступив до Каліфорнійського університету в Ріверсайді, щоб грати за бейсбольну команду UC Riverside Highlanders . У 2010 році влітку він грав за команду Cotuit Kettleers з бейсбольної ліги Кейп-Код .

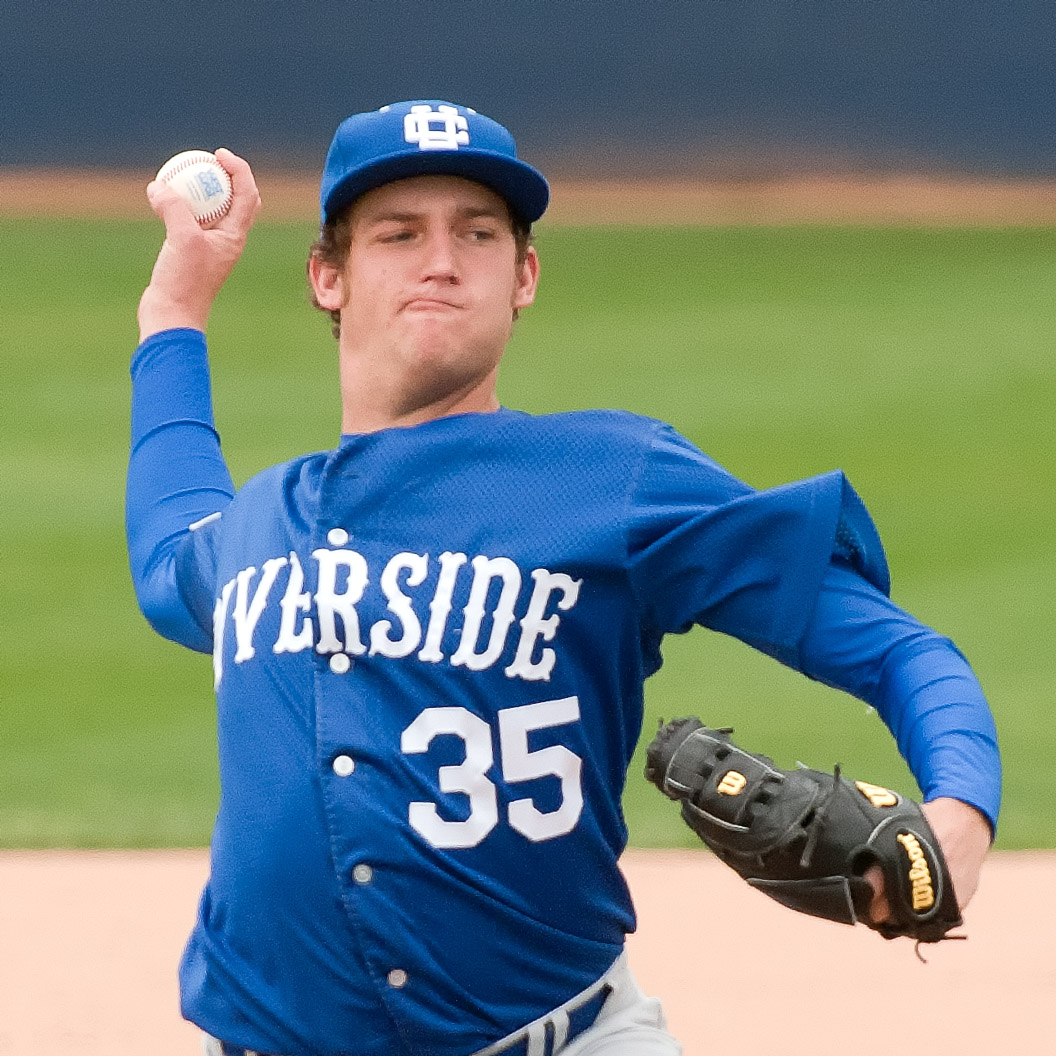
Андрізе з Хайлендерс у 2011 році

### Сан-Дієго Падрес
Клуб «Сан-Дієго Падрес» обрав Андрізе в третьому раунді драфту МЛБ 2011 року. Він підписав контракт з «Падрес» і грав за команду «Лейк Ельсінор Шторм» з ліги Каліфорнія (рівень High-A) у 2012 році. Він мав сильний виступ за команду «Сан-Антоніо Мішнз» з Техаської ліги (рівень Double-A) у 2013 році і був підвищений до команди «Тусон Падрес» з Тихоокеанської берегової ліги (рівень Triple-A) протягом того ж сезону.

### Тампа Бей Рейс
У січні 2014 року відбулася велика обмінна угода між командами «Падрес» та «Рейс». Разом з іншими гравцями, Андріз перейшов до складу «Рейс» в обмін на Алекса Торреса та Джессі Хана. У тому ж році Андріз виступав за команду «Дерхем Буллз».
Андріз розпочав сезон 2015 року в основному складі «Тампа-Бей Рейс». Свій дебют у вищій лізі він відзначив у квітні. Протягом наступних двох сезонів Андріз був важливою частиною пітчингового штабу команди, виступаючи як стартовим пітчером, так і релівером. У 2016 році він досяг свого найкращого результату в кар'єрі, зробивши повний ігровий запис без жодного допущеного забитого рану.
Андріз розпочав сезон 2017 року в ротації стартових пітчерів «Рейс». Він демонстрував хороші результати, але в середині сезону отримав травму стегна, яка вивела його з ладу на два місяці. Повернувшись на поле, Андріз не зміг відновити свою колишню форму. У 2018 році він продовжив виступати за команду, але його результати були менш успішними, ніж у попередні роки.

### Аризона Даймондбекс
Влітку 2018 року Андріза обміняли з команди «Рейс» в команду «Даймондбекс». У новій команді він зіграв кілька матчів, але його результати були невтішними. У наступному сезоні він продовжив виступати за «Даймондбекс», але так і не зміг стати ключовим гравцем команди

### Лос-Анджелес Ангели
14 січня 2020 року Андрізе був обміняний в «Лос-Анджелес Енджелс» на Джеремі Бізлі . 26 липня 2020 року Андрізе дебютував за «Енджелз» проти « Окленд Атлетикс», замінивши Шохея Отані — він вийшов на поле5+2⁄3 іннінгів, вилучаючи п'ятьох б'ючих і не дозволяючи жодного рану. Загалом протягом сезону 2020 Андрізе зіграв у 16 іграх (1 старт) за «Енджелс», встановивши рекорд 2–4 з ERA 4,50 і два сейви . 2 грудня «Ангели» не допустили Андрізе.

### Бостон Ред Сокс
23 грудня 2020 року Андрізе підписав однорічну угоду з « Бостон Ред Сокс» на суму 1,85 мільйона доларів. У 26 матчах за «Бостон» Андрізе досяг 6,03 ERA з 38 аутами; він був призначений для призначення 17 серпня 2021 року. 19 серпня Андрізе був звільнений «Ред Сокс».

### Сіетл Маринерс
22 серпня 2021 року Андрізе підписав контракт вищої ліги з « Сіетл Марінерс» . Андрізе провів 8 матчів за Моряків, записавши 2,45 ERA з 12 аутами. Після того, як 28 вересня Андрізе був призначений на посаду, 30 вересня був обраний вільним вибором.
17 грудня 2021 року Андреїз підписав контракт з Yomiuri Giants of Nippon Professional Baseball . За підсумками сезону 2022 року він став вільним агентом.

## Міжнародна кар'єра
Андріза визнали одним з найкращих бейсболістів і запросили взяти участь у особливому матчі всіх зірок, який пройшов у Японії восени 2018 року